# بدون حقوق ملكية
يمكن استخدام المواد الخالية من حقوق الملكية (Royalty-free : RF) الخاضعة لحقوق النشر أو حقوق الملكية الفكرية الأخرى دون الحاجة إلى دفع الإتاوات أو رسوم الترخيص لكل استخدام، لكل نسخة أو مجلد يتم بيعه أو فترة زمنية معينة من الاستخدام أو المبيعات.

## معايير صناعة الكمبيوتر
العديد من معايير صناعة الكمبيوتر، وخاصة تلك التي تم تطويرها وتقديمها من قبل اتحادات الصناعة أو الشركات الفردية، تنطوي على إتاوات للتنفيذ الفعلي لهذه المعايير.
وعادةً ما يتم تحصيل هذه الإتاوات على أساس «لكل منفذ» / «لكل جهاز»، حيث يتعين على الشركة المصنعة لأجهزة المستخدم النهائي دفع رسوم ثابتة صغيرة لكل جهاز يتم بيعه، وتتضمن أيضًا رسومًا مالية ثابتة سنوية كبيرة.
ومع بيع ملايين الأجهزة كل عام، يمكن أن تصل تلك الإتاوات إلى عدة ملايين من الدولارات، مما يشكل عبئًا كبيرًا على الشركة المصنعة.
تتضمن الأمثلة على هذه المعايير المستندة إلى حقوق الملكية IEEE 1394 وHDMI و H.264 / MPEG -4 AVC.
ولا تتضمن المعايير الخالية من حقوق الملكية أي رسوم «لكل منفذ» أو «لكل وحدة تخزين» أو مدفوعات سنوية للتنفيذ الفعلي للمعيار، وعلى الرغم من أن نص المواصفة الفعلية محمي عادةً بموجب حقوق الطبع والنشر ويجب شراؤه من هيئة المعايير.
فإن معظم المعايير المفتوحة خالية من حقوق الملكية، والعديد من معايير الملكية خالية من حقوق الملكية أيضًا.
و تتضمن أمثلة المعايير الخالية من حقوق الملكية DisplayPort وVGA وVP8 وMatroska .

## التصوير الفوتوغرافي والرسوم التوضيحية
في صناعة التصوير الفوتوغرافي والرسومات التوضيحية، فإن ترخيص حقوق النشر يشير إلى حق المستخدم في استخدام الصورة دون قيود كثيرة بناءً على الدفع لمرة واحدة للمرخص.
وبالتالي يمكن للمستخدم استخدام الصورة في العديد من المشاريع دون الحاجة إلى شراء أي تراخيص إضافية.
ولا يمكن منح تراخيص RF على أساس حصري. ففي التصوير الفوتوغرافي التجاري، تعد رخصة RF أحد التراخيص الشائعة التي تتناقض أحيانًا مع تراخيص الحقوق المدارة وتستخدم غالبًا في نماذج أعمال التصوير الفوتوغرافي القائمة على الاشتراك أو microstock.